# Studeneț, Kaniv
Studeneț (în ucraineană Студенець) este un sat în comuna Bobrîțea din raionul Kaniv, regiunea Cerkasî, Ucraina.

## Demografie
Componența lingvistică a localității Studeneț
     Ucraineană (98,24%)
     Rusă (1,41%)
Conform recensământului din 2001, majoritatea populației localității Studeneț era vorbitoare de ucraineană (98,24%), existând în minoritate și vorbitori de rusă (1,41%).